# Prima Lega 1948-1949 (calcio)
La Prima Lega 1948-1949, campionato svizzero di terza serie, si concluse con la vittoria del Etoile Sporting.

## Regolamento
Scopo del torneo è quello di ottenere due promozioni e quattro retrocessioni.
Torneo svolto in due fasi: la prima fase vede le 36 squadre partecipanti suddivise, con criterio regionale, in tre gironi composti da 12 squadre ciascuno, in cui le prime classificate di ogni girone, si affrontano nella fase finale, in un mini-torneo a tre, per stabilire le due squadre promosse in Lega Nazionale B. Le ultime tre squadre di ciascun girone vengono retrocesse direttamente in Seconda Lega. Per stabilire la quarta retrocessione si ricorre (fase finale) ad un mini-torneo a tre, in cui partecipano le squadre penultime classificate di ogni girone. La prima fase vede le squadre impegnate in gare di andata e ritorno, mentre la fase finale prevede incontri in gare unica.

## Girone ovest

### Classifica finale
|  | Pos. | Squadra            | Pt | G  | V  | N | P  | GF | GS | DR  |
|  | ---- | ------------------ | -- | -- | -- | - | -- | -- | -- | --- |
|  | 1.   | Étoile-Sporting    | 34 | 22 | 16 | 2 | 4  | 66 | 31 | +35 |
|  | 2.   | Montreux-Sports    | 31 | 22 | 14 | 3 | 5  | 64 | 31 | +33 |
|  | 3.   | Malley             | 28 | 22 | 12 | 4 | 6  | 56 | 33 | +23 |
|  | 4.   | Helvetia Berna     | 25 | 22 | 9  | 7 | 6  | 41 | 32 | +9  |
|  | 5.   | Sierre             | 23 | 22 | 9  | 5 | 8  | 43 | 43 | 0   |
|  | 6.   | Central Friburgo   | 20 | 22 | 7  | 6 | 9  | 37 | 48 | -11 |
|  | 7.   | Ambrosiana Losanna | 20 | 22 | 7  | 6 | 9  | 31 | 48 | -17 |
|  | 8.   | Stade Nyonnais     | 19 | 22 | 8  | 3 | 11 | 26 | 32 | -6  |
|  | 9.   | Yverdon            | 19 | 22 | 7  | 5 | 10 | 26 | 40 | -14 |
|  | 10.  | Gardy-Jonction     | 16 | 22 | 6  | 4 | 12 | 30 | 59 | -29 |
|  | 11.  | Stade Lausanne     | 15 | 22 | 5  | 5 | 12 | 30 | 38 | -8  |
|  | 12.  | Racing Losanna     | 14 | 22 | 5  | 4 | 13 | 32 | 47 | -15 |

Legenda:

      Ammessa alla fase finale per la promozione in Lega Nazionale B 1949-1950.

      Retrocessa in Seconda Lega 1949-1950.

Note:
Due punti a vittoria, uno a pareggio, zero a sconfitta.

## Girone centrale

### Classifica finale
|  | Pos. | Squadra             | Pt | G  | V  | N | P  | GF | GS | DR  |
|  | ---- | ------------------- | -- | -- | -- | - | -- | -- | -- | --- |
|  | 1.   | Moutier             | 35 | 22 | 16 | 3 | 3  | 62 | 31 | +31 |
|  | 2.   | Concordia Basilea   | 30 | 22 | 12 | 6 | 4  | 57 | 38 | +19 |
|  | 3.   | Birsfelden          | 29 | 22 | 12 | 5 | 5  | 47 | 37 | +10 |
|  | 4.   | Derendingen         | 24 | 22 | 8  | 8 | 6  | 52 | 41 | +11 |
|  | 5.   | Soletta             | 24 | 22 | 10 | 4 | 8  | 58 | 48 | +10 |
|  | 6.   | Lengnau             | 22 | 22 | 8  | 6 | 8  | 34 | 35 | -1  |
|  | 7.   | Porrentruy          | 21 | 22 | 9  | 3 | 10 | 46 | 47 | -1  |
|  | 8.   | Schöftland          | 20 | 22 | 10 | 0 | 12 | 51 | 67 | -16 |
|  | 9.   | Pratteln            | 18 | 22 | 7  | 4 | 11 | 41 | 50 | -9  |
|  | 10.  | Kleinhüningen       | 17 | 22 | 7  | 3 | 12 | 37 | 45 | -8  |
|  | 11.  | Allschwil           | 14 | 22 | 6  | 2 | 14 | 31 | 48 | -17 |
|  | 12.  | Black Stars Basilea | 12 | 22 | 3  | 4 | 15 | 34 | 63 | -29 |

Legenda:

      Ammessa alla fase finale per la promozione in Lega Nazionale B 1949-1950.

      Retrocessa in Seconda Lega 1949-1950.

Note:
Due punti a vittoria, uno a pareggio, zero a sconfitta.

## Girone est

### Classifica finale
|  | Pos. | Squadra           | Pt | G  | V  | N  | P  | GF | GS | DR  |
|  | ---- | ----------------- | -- | -- | -- | -- | -- | -- | -- | --- |
|  | 1.   | Winterthur        | 34 | 22 | 15 | 4  | 3  | 42 | 19 | +23 |
|  | 2.   | Sciaffusa         | 31 | 22 | 12 | 7  | 3  | 66 | 32 | +34 |
|  | 3.   | Red Star          | 25 | 22 | 8  | 9  | 5  | 44 | 35 | +9  |
|  | 4.   | Blue Stars Zurigo | 23 | 22 | 9  | 5  | 8  | 43 | 31 | +11 |
|  | 5.   | Olten             | 22 | 22 | 9  | 4  | 9  | 42 | 36 | +6  |
|  | 6.   | Uster             | 22 | 22 | 9  | 4  | 9  | 44 | 42 | +2  |
|  | 7.   | Arbon             | 22 | 22 | 8  | 6  | 8  | 35 | 36 | -1  |
|  | 8.   | Emmenbrücke       | 22 | 22 | 6  | 10 | 6  | 33 | 35 | -3  |
|  | 9.   | Kreuzlingen       | 19 | 22 | 8  | 3  | 11 | 40 | 60 | -20 |
|  | 10.  | Zofingen          | 15 | 22 | 6  | 3  | 13 | 39 | 70 | -31 |
|  | 11.  | Altstetten        | 15 | 22 | 4  | 7  | 11 | 25 | 38 | -13 |
|  | 12.  | Biaschesi         | 14 | 22 | 5  | 4  | 13 | 35 | 54 | -19 |

Legenda:

      Ammessa alla fase finale per la promozione in Lega Nazionale B 1949-1950.

      Retrocessa in Seconda Lega 1949-1950.

Note:
Due punti a vittoria, uno a pareggio, zero a sconfitta.

### Spareggio per il penultimo posto
|          | Risultati |            | Luogo e data     |  |
| -------- | --------- | ---------- | ---------------- |  |
| Zofingen | 1 - 0     | Altstetten | ?, 6 giugno 1949 |  |

## Finali per la promozione in LNB
| 12 giugno 1949 | Winterthur | 0 - 0 | Étoile-Sporting | Winterthur |
| 12 giugno 1949 |            |       |                 | Winterthur |

| 19 giugno 1949 | Moutier | 1 - 0 | Winterthur | Moutier |
| 19 giugno 1949 |         |       |            | Moutier |

| 26 giugno 1949 | Étoile-Sporting | 5 - 0 | Moutier | La Chaux de Fonds |
| 26 giugno 1949 |                 |       |         | La Chaux de Fonds |

## Finali per la retrocessione in Seconda Lega
| 12 giugno 1949 | Allschwil | 3 - 4 | Altstetten | Allschwil |
| 12 giugno 1949 |           |       |            | Allschwil |

| 19 giugno 1949 | Stade Lausanne | 3 - 0 | Allschwil | Losanna |
| 19 giugno 1949 |                |       |           | Losanna |

| - - | Altstetten | [ 5 ] | Stade Lausanne | - |
| - - |            |       |                | - |